# San Roque del Acebal
San Roque del Acebal (San Roque l'Acebal en asturiano y oficialmente) es una parroquia del concejo asturiano de Llanes. 

## Geografía
Está situado en la zona central del concejo, en el valle de Mijares y al lado del Pico Castiellu, rodeada por las parroquias de Cue al norte, Purón al sur, Andrín al este y Llanes al oeste. Su territorio, de forma trapezoidal y orografía llana, tiene una extensión de 4,06 km².

## Historia
Cabe destacar que La parroquia de San Roque del Acebal como la conocemos hoy en día nació en 1891 de la fusión de los pueblos de Covielles y L'Acebal que hasta ese momento constituían dos entidades diferenciadas.
En 1206 se fundó la malatería de San Lázaro, de la que se conservan algunos restos (huesos incluidos) y que estuvo abierta hasta 1770. 
El 28 de septiembre de 1517 pasó por el pueblo en su recorrido hacia Castilla para asumir el trono Carlos I. 
En 1791 se construyó la iglesia parroquial.
A principios de 1810, el general Nicolás de Llano Ponte, al mando de 2000 soldados, estableció su cuartel general entre Covielles y L'Acebal, para detener el paso del ejército francés del general Bonet que se acercaba al Puente Purón al frente de 4000 soldados. En ese lugar, el 25 de enero, Llano Ponte perdió la artillería y unos 100 soldados que fueron hechos prisioneros. La batalla duró cinco horas. Ese mismo día las tropas francesas entraron en Llanes, saqueando Parres y La Pereda. 
En 1900 se celebró una gran fiesta con motivo de la inauguración de la central eléctrica de Purón, que trajo la luz eléctrica a la zona. 
En la actualidad en la parroquia se asienta el área industrial de San Roque del Acebal constituida actualmente por 21 empresas dedicadas, principalmente, a los sectores de automoción (9 empresas) y hostelería (4 empresas). Se encuentra situada a ambos lados de la N-634 con fácil acceso a la Autovía del Cantábrico que pasa por el norte de la parroquia.

## Demografía
Su población (INE, 2021) es de 348 habitantes (175 hombres y 173 mujeres) que viven en las 264 viviendas del único lugar de la parroquia, el pueblo de San Roque del Acebal situado a 5 kilómetros de la capital del concejo.
A continuación, se muestra la evolución demográfica desde el año 2000:  
| Gráfica de evolución demográfica de San Roque del Acebal entre 2000 y 2021               |
|                                                                                          |
| Fuente: Instituto Nacional de Estadística de España - Elaboración gráfica por Wikipedia. |

## Turismo
La parroquia está rodeada por una vegetación exuberante. En ella conjuga naturaleza, cultura, patrimonio, gastronomía y tradiciones.
Por ella transcurre el Camino de Santiago de la Costa, situándose a 460 kilómetros del final del destino. Asociada al camino, podemos ver la Capilla de la Animas, antiguo humilladero en la entrada este del pueblo. La iglesia parroquial de San Roque es un edificio construido a finales del siglo XIX, sobre otro de mayor antigüedad al que se accede por una sencilla portada con arco apuntado. En el interior del templo se conservaron, hasta su desaparición, varias imágenes procedentes de la capilla de la malatería de San Lázaro. 
Para los practicantes a la Espeleología se encuentran las cuevas de Collovina y Ciernes.
San Roque del Acebal, por su cercanía con la costa está a tan solo un kilómetro de playas como la de Andrin, Ballota y Antilles en Cue. 
En deportes se puede practicar el golf en su Campo de Golf construido sobre un antiguo aeródromo. Su situación permite disfrutar de una de las más bellas panorámicas del Concejo, con el mar al norte y los montes de la Sierra del Cuera al Sur.
Otro de los atractivos del pueblo es La Senda de Valle Invisible, un recorrido ideado para descubrir el Valle de Mijares.

## Fiestas
- 15 y 16 de agosto - San Roque (hoguera y ramo)